# Рубиновоголовый королёк
Рубиновоголовый королёк (лат. Corthylio calendula) — мелкая американская певчая птица семейства корольковых (Regulidae). В 2021 году был перемещён в монотипический род Corthylio; ранее рассматривался в составе рода корольков (Regulus).

## Описание

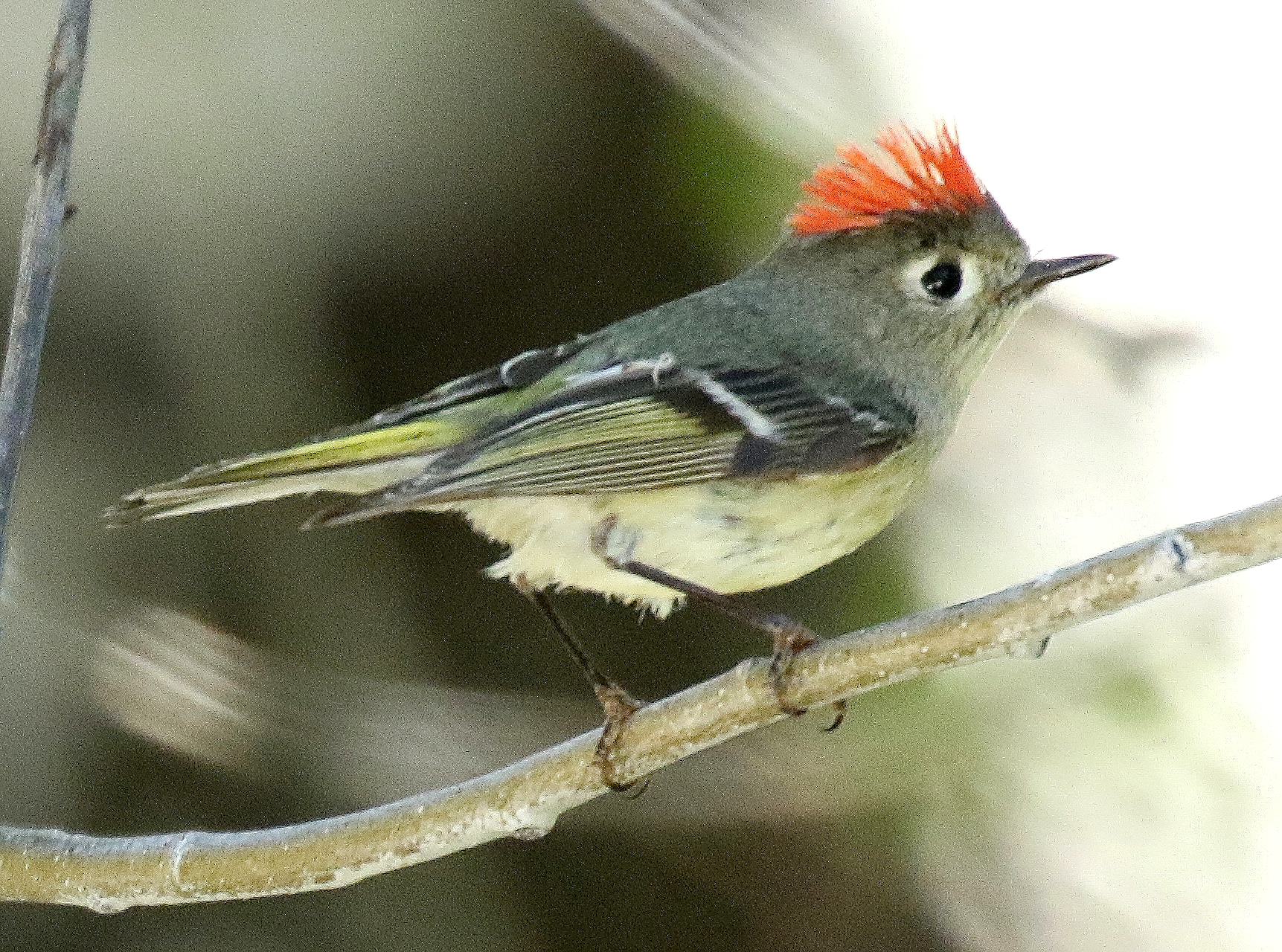
С поднятым хохолком

Верхняя сторона птицы оливково-зелёная, нижняя сторона немного светлее. У него есть белые полосы на крыльях и прерванное белое окологлазное кольцо. Красное пятно на голове самца можно увидеть обычно только, если он возбуждён. Чёрный клюв тонок, хвост короток.

## Распространение
Рубиновоголовый королёк распространён в хвойных лесах Аляски, Канады, Новой Англии и западным США. В хорошо замаскированном гнезде, которое висит на ветви, самка откладывает до 12 яиц. Птица проводит холодное время года на юге США и в Мексике. На западе некоторые популяции — это оседлые птицы.

### В России
Залёты этого вида были отмечены на острове Врангеля.

## Питание
Рубиновоголовый королёк ищет на деревьях и в густом кустарнике маленьких насекомых и пауков. Ягоды и древесные соки дополняют питание.